# Martin Knudsen
Martin Hans Christian Knudsen (* 15. Februar 1871 in Hasmark; † 27. Mai 1949 in Kopenhagen) war ein dänischer Physiker und Ozeanograph. Er war Erfinder des Strahlungsmessers und der zugehörigen Berechnungsgleichung. 
Knudsen war von 1912 bis 1941 als Nachfolger von Christian Christiansen Professor an der Universität Kopenhagen. Im akademischen Jahr 1927/28 amtierte er als Rektor der Universität.
1909 wurde er Mitglied der Königlich Dänischen Akademie der Wissenschaften und diente von 1917 bis 1945 als deren Sekretär. Er wurde auch in zahlreiche weitere Akademien berufen, u. a. die von Göttingen, Berlin, Uppsala und Lund. 1936 wurde er mit der Alexander Agassiz Medal der National Academy of Sciences ausgezeichnet.
Nach ihm wurden benannt: die Knudsen-Diffusion, das Knudsen-Gas, die Knudsenströmung, die Knudsen-Zahl, die Knudsenzelle und die Knudsen-Pumpe.